# Brad Knott

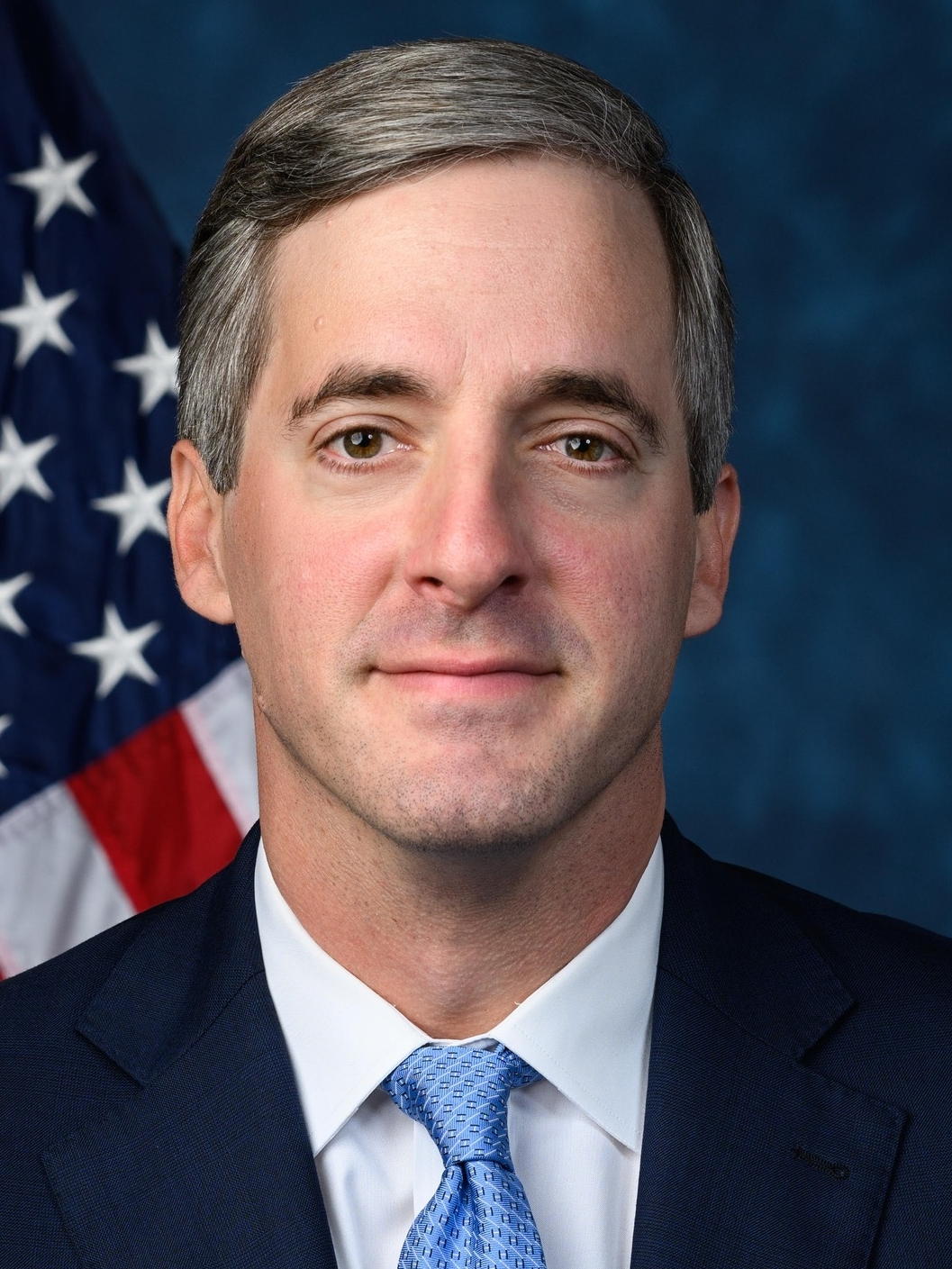
Brad Knott (2025)

John Bradford „Brad“ Knott (* 17. April 1986 in North Carolina) ist ein ehemaliger Staatsanwalt und US-amerikanischer Politiker der Republikanischen Partei. Er wurde 2024 im 13. Kongresswahlbezirk von North Carolina in das Repräsentantenhaus der Vereinigten Staaten gewählt.

## Leben
Brad Knott wurde als Vierling und eines von sechs Kindern seiner Eltern geboren. Brad Knott ist verheiratet, hat zwei Töchter und lehrt Bibelstudien, wie seine Eltern vor ihm. Seine Ehefrau Joanna betreibt eine Boutique in Raleigh.
Nach dem High-School-Abschluss an der Saint David's School in Raleigh studierte Brad Knott zunächst an der Baylor University bis 2009 Geschichte. Nach dem Bachelor in Geschichte studierte Knott Jura an der Wake Forest University und schloss das Studium 2012 mit dem Juris Doctor ab.
Nach dem Studium arbeitete er kurz für Gouverneur Pat McCrory und als Rechtsanwalt. Vom März 2016 bis zum November 2023 war Knott Bundesstaatsanwalt im Range eines Assistant U.S. Attorney mit Zuständigkeitsbereich Ost-North-Carolina.

## Politik
Nachdem im Herbst 2023 die Kongresswahlbezirke zugunsten der Republikaner neu gezogen worden waren, beschloss der Demokrat Wiley Nickel nicht erneut bei der Kongresswahl 2024 im 13. Kongresswahldistrikt anzutreten. Nickel zog es vor, in der Senatswahl 2026 zu kandidieren. 14 Republikaner, einschließlich Knott, bewarben sich dann in dem Wahlbezirk. In der Vorwahl erreichte Brad Knott zunächst nur 18,7 % und war hinter Kelly Daughtry (27,4 %) nur zweitplatziert. Da kein Kandidat bei der Vorwahl am 5. März die Grenze von 30 % erreicht hatte, kam es auf Antrag von Brad Knott zu einer Stichwahl zwischen ihm und der Erstplatzierten. Anfang April rief Donald Trump zur Wahl von Brad Knott auf. Er nannte ihn dabei einen „starken Patrioten“, Daughtry aber eine „RINO“. Anfang Mai zog Kelly Daughtry ihre Kandidatur zurück. Sie erklärte, dass Trumps Aufruf ihr keine Chance ließe zu gewinnen und rief zu Parteieinigkeit und zur Wahl Knotts auf. Er gewann die Nachwahl nach ihrem Rückzug mit 90,8 %. Die Hauptwahl im November gewann Knott dann mit 58,6 % gegen den Demokraten Frank Pierce. Dementsprechend ist Knott im Repräsentantenhaus des 119. Kongresses vertreten. Die Legislaturperiode dauert vom 3. Januar 2025 bis zum 3. Januar 2027.